# 4X

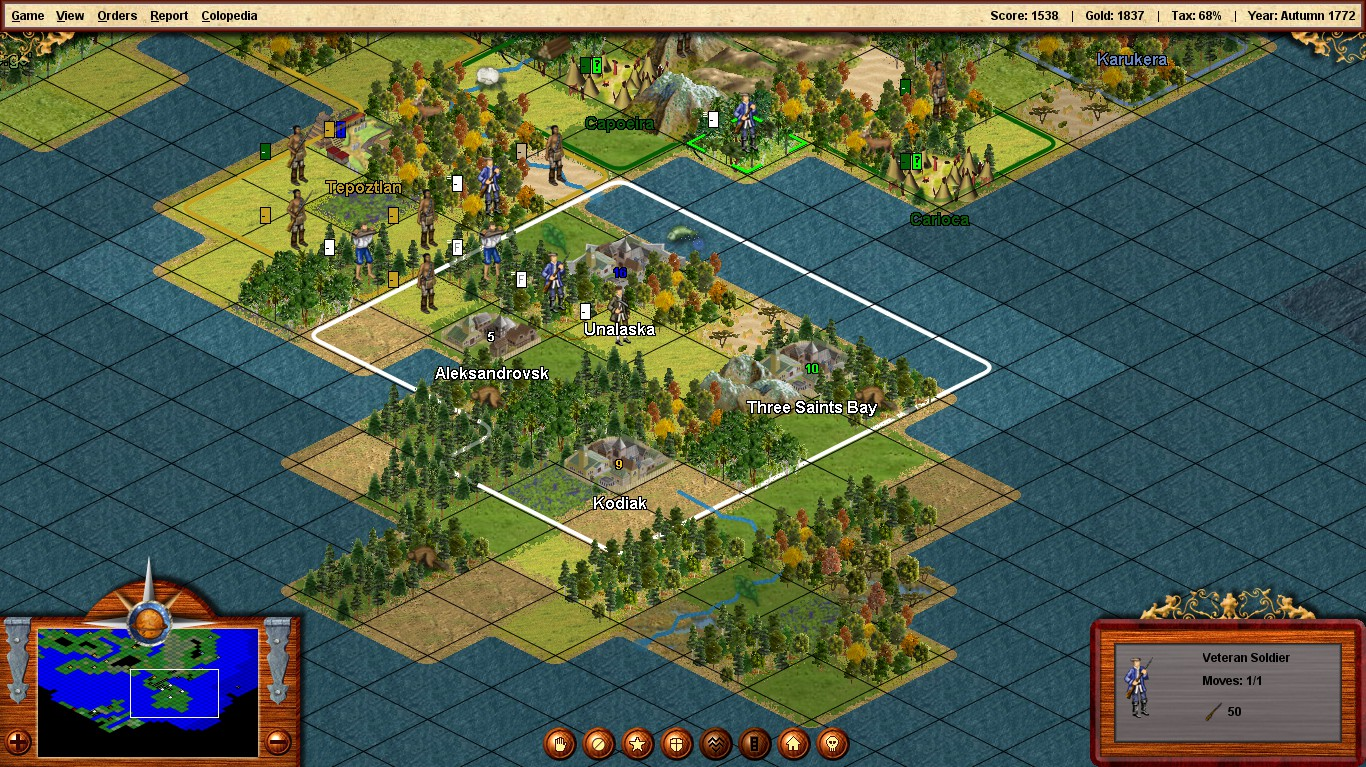
FreeCol, een kloon van Colonization van Sid Meier

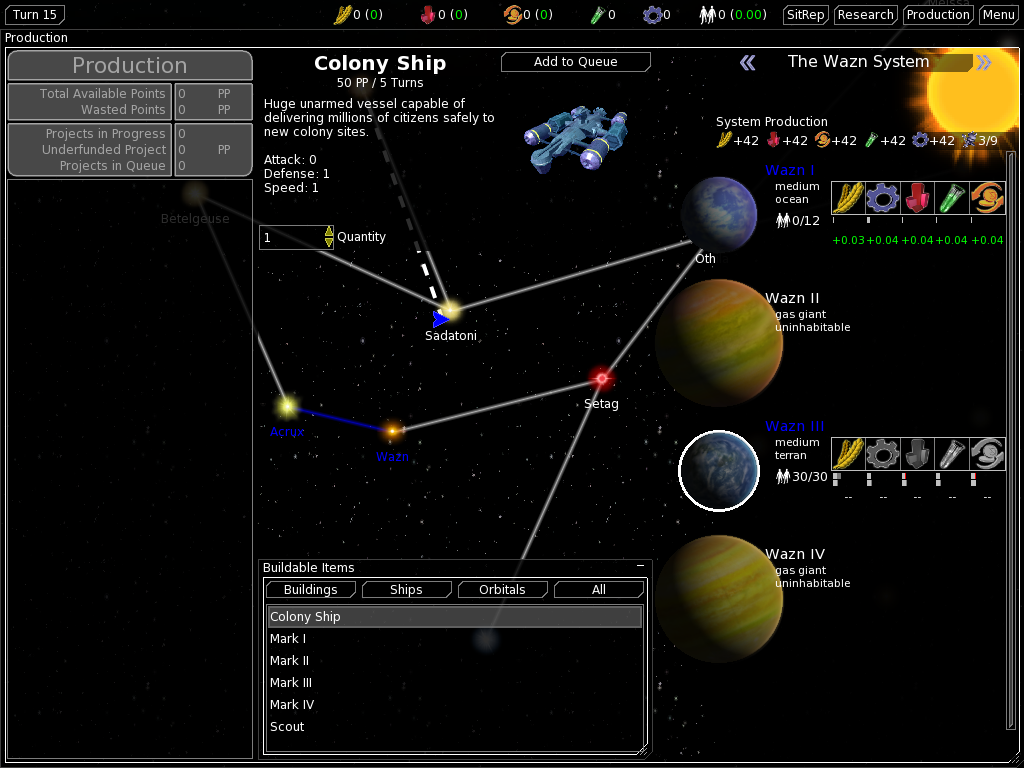
FreeOrion, een kloon van Master of Orion

4X is een subgenre van het strategiespel-genre van computerspellen. De naam is gebaseerd op de Engelse termen voor de handelingen die meestal in een 4X-spel worden verricht:
- Explore - ontdekken. Het is de bedoeling sterren en planeten te ontdekken, om zo meer over het speluniversum te weten te komen.
- Expand - uitbreiden. Op de ontdekte werelden kunnen kolonies gesticht worden. Dit brengt meestal voordelen als meer productiecapaciteit en dergelijke met zich mee.
- Exploit - uitbuiten. De kolonisten van de planeten zijn in feite een economisch goed, daar zij zorg dragen voor het bouwen van ruimteschepen, het onderzoeken van nieuwe technologieën, enzovoort.
- Exterminate - uitroeien. Over het algemeen zijn er meerdere "rassen" in het speluniversum; de meest voorkomende manier om dit soort spellen te winnen is door de andere rassen te overwinnen.

4X-spellen omvatten zowel real-time als turn-based strategiespellen. Naast computerspellen zijn er ook 4X-bordspellen. 4X-spellen kunnen op de Aarde plaatsvinden, maar vinden ook vaak plaats in de ruimte.

## Voorbeelden
- Civilization
- Colonization
- Hegemony
- Master of Magic
- Master of Orion
- Galactic Civilizations
- Sins Of A Solar Empire
- Stellaris